# Hoodoo (album)
Pour les articles homonymes, voir Hoodoo.
Albums de Krokus
Hellraiser
(2006) Dirty Dynamite
(2013)
Singles
1. Hoodoo Woman
Sortie : mars 2010

Hoodoo est le 16e album studio du groupe de Hard rock suisse Krokus. Il est sorti le 26 février 2010 sur le label Sony Music et a été produit par le bassiste et membre fondateur du groupe, Chris Von Rohr.

## Historique
Le 2 août 2008, Marc Storace, Fernando Von Arb, Chris Von Rohr, Freddy Steady et Mark Kohler, c'est-à-dire le line-up du Krokus du début des années 1980, se réunit au Stade de Suisse à Berne pour donner un concert mémorable. À la suite de ce concert, et du succès de celui-ci, les membres du groupe décident de poursuivre leur collaboration et commencent à composer des chansons.
L'album sera enregistré dans sa grande majorité dans les studios House of Music de Winterbach en Allemagne. Quelques enregistrements additionnels seront effectués à Soleure en Suisse dans les studios Pink Bild+Ton de Jürg Naegeli et aux studios Henson de Los Angeles. Il comporte une version de la chanson Born to Be Wild popularisée par Steppenwolf.
Hoodoo sortira en Suisse le 26 février 2010 et se classa immédiatement à la première place des charts helvétique dans lesquels il restera classé pendant vingt cinq semaines et sera certifié disque de platine en avril. Il sera le premier album du groupe à entrer dans le classement des meilleures ventes de disque en France en se classant à une modeste 198e place.
La version Digipack contient un DVD fait de titres en public et d'interviews, mais aucun titre de Hoodoo n'y figure du fait que les enregistrements proviennent du concert donné pour les retrouvailles des musiciens au Stade de Suisse de Bern le 2 août 2008.

## Liste des titres
- Tous les titres sont signés par Marc Storace, Fernando Von Arb et Chris Von Rohr sauf indications.

1. Drive it In - 3:32
2. Hoodoo Woman (Storace, Von Arb, Von Rohr, Pinter, Zoppel) - 3:36
3. Born to Be Wild (Mars Bonfire) - 3:32
4. Rock'n'Roll Handshake - 3:50
5. Ride Into the Sun (Storace / Von Arb / Von Rohr / Mark Kohler) - 4:59
6. Too Hot - 3:43
7. In My Blood - 3:30
8. Dirty Street - 4:24
9. Keep Me Rolling - 4:10
10. Shot of Love - 3:30
11. Firestar - 3:43

## Musiciens
- Marc Storace : chant
- Fernando Von Arb : guitare solo, chœurs
- Chris Von Rohr : basse, chœurs
- Mark Kohler : guitare rythmique
- Freddy Steady : batterie, percussions

Avec
- Mark Fox : chant.
- Kenny Aronoff : batterie, percussions.

## Charts et certifications
| Pays      | Durée du classement | Meilleur classement |
| --------- | ------------------- | ------------------- |
| Allemagne | 4 semaines          | 35e                 |
| France    | 1 semaine           | 198e                |
| Grèce     | 2 semaines          | 6e                  |
| Suisse    | 25 semaines         | 1er                 |

| Pays   | Certification | Ventes   | Date |
| ------ | ------------- | -------- | ---- |
| Suisse | Platine       | 30 000 + | 2010 |

Charts single
| Date       | Titre      | Chart               | Position | Durée du classement |
| ---------- | ---------- | ------------------- | -------- | ------------------- |
| 14/03/2010 | Hoodoo Man | Schweizer Hitparade | 19e      | 9 semaines          |